# Salim I. (Anjouan)
Salim I. von Anjouan (geb. um 1707; gest. um 1741, «la grenade du paradis» – „Der Granatapfel des Paradieses“) war Sultan  von Anjouan, ab etwa 1711 bis zu seinem Tod. Er intrigierte um einen Mann als Sultan von Mayotte einzusetzen, den er für geeignet hielt. 1727 wurde dann Salimou ben Mwé Fani als Nachfolger von Aboubakar ben Omar Sultan von Mayotte.
Sein Nachfolger wurde Said Ahmed.